# Штайнбах, Лаура
Лаура Штайнбах (нем. Laura Steinbach, род. 2 августа 1985, Хомбурге) — немецкая гандболистка, левый защитник леверкузенского «Байера» и сборной Германии. Дочь бывшего спортивного тренера и функционера Клауса Штайнбаха.

## Карьера

### Клубная
Воспитанница школы клуба «Урах», в гандбол пришла в возрасте 14 лет. С 2000 по 2005 годы выступала за клуб «Метцинген», дебютировав во Второй Бундеслиге в возрасте 16 лет. С 2005 по 2007 годы во время обучения в университете выступала за «Трир», с 2007 по 2013 годы выступала за леверкузенский «Байер». Сезон 2013/2014 провела в венгерском «Ференцвароше», с октября 2014 года играет за «Фюхзе Берлин».

### В сборной
В сборной провела 76 игр, забила 127 голов. Дебютировала в матче против Хорватии 7 апреля 2006.

## Личная жизнь
Замужем за испанским гандболистом Икером Ромеро, с которым долгое время встречалась.